# Campionati del mondo di atletica leggera indoor 2010 - Getto del peso femminile
La gara del getto del peso femminile si è tenuta il 13 (qualificazione) e 14 marzo 2010 (finale). Per poter partecipare alla gara, bisognava fare almeno 17,50 m.

## Risultati

### Qualificazione
Si qualificano alla finale chi supera 18.50 m o rientra nei primi 8
| Pos | Nome                      | Nazione           | #1    | #2    | #3    | Ris   | Note  |
| --- | ------------------------- | ----------------- | ----- | ----- | ----- | ----- | ----- |
| DQ  | Nadzeya Ostapchuk         | Bielorussia       | 20.09 |       |       | 20.09 | Q     |
| 1   | Valerie Vili              | Nuova Zelanda     | 19.81 |       |       | 19.81 | Q     |
| DQ  | Anca Heltne               | Romania           | 19.10 |       |       | 19.10 | Q     |
| 2   | Gong Lijiao               | Cina              | 18.87 |       |       | 18.87 | Q, SB |
| 3   | Jillian Camarena-Williams | Stati Uniti       | 18.85 |       |       | 18.85 | Q, SB |
| 4   | Nadine Kleinert           | Germania          | x     | 18.77 |       | 18.77 | Q     |
| DQ  | Natallia Mikhnevich       | Bielorussia       | 18.67 |       |       | 18.67 | Q     |
| 5   | Anna Avdeyeva             | Russia            | 18.53 |       |       | 18.53 | Q     |
| 6   | Misleydis González        | Cuba              | 17.69 | 18.51 |       | 18.51 | Q     |
| 7   | Ol'ga Ivanova             | Russia            | 18.42 | x     | x     | 18.42 |       |
| 8   | Liu Xiangrong             | Cina              | 18.34 | 18.15 | x     | 18.34 | SB    |
| 9   | Cleopatra Borel-Brown     | Trinidad e Tobago | 17.98 | 18.31 | 18.09 | 18.31 |       |
| 10  | Michelle Carter           | Stati Uniti       | 18.16 | x     | 18.20 | 18.20 | SB    |
| 11  | Melissa Boekelman         | Paesi Bassi       | x     | 16.91 | 17.57 | 17.57 |       |
| 12  | Austra Skujytė            | Lituania          | 17.07 | 17.28 | 17.55 | 17.55 |       |
| 13  | Mailín Vargas             | Cuba              | 17.37 | 17.52 | x     | 17.52 |       |
| 14  | Anita Márton              | Ungheria          | 17.34 | 17.08 | 16.98 | 17.34 |       |

### Finale
| Pos | Nome                      | Nazione       | #1    | #2    | #3    | #4    | #5    | #6    | Ris   | Note  |
| --- | ------------------------- | ------------- | ----- | ----- | ----- | ----- | ----- | ----- | ----- | ----- |
| DQ  | Nadzeya Ostapchuk         | Bielorussia   | 20.24 | x     | x     | x     | 20.68 | 20.85 | 20.85 | CR    |
| 1   | Valerie Vili              | Nuova Zelanda | x     | 20.45 | 20.41 | 20.10 | 20.49 | 20.27 | 20.49 | AR    |
| DQ  | Natallia Mikhnevich       | Bielorussia   | 20.42 | x     | 19.53 | 19.64 | x     | x     | 20.42 | SB    |
| 2   | Anna Avdeyeva             | Russia        | 18.64 | 19.41 | 19.47 | 19.42 | 19.26 | x     | 19.47 | SB    |
| 3   | Nadine Kleinert           | Germania      | 18.91 | 18.62 | 19.16 | 18.42 | x     | 19.34 | 19.34 | SB    |
| 4   | Jillian Camarena-Williams | Stati Uniti   | x     | 17.88 | 18.41 | 19.08 | 19.34 | 18.98 | 19.34 | PB    |
| DQ  | Anca Heltne               | Romania       | 18.86 | 18.58 | x     | x     | x     | x     | 18.86 | [ 1 ] |
| 5   | Misleydis González        | Cuba          | 18.56 | x     | 18.77 | 18.57 | 18.74 | 18.37 | 18.77 |       |
| 6   | Gong Lijiao               | Cina          | x     | 18.50 | 18.34 | 18.58 | 18.64 | 18.54 | 18.64 |       |